# Maximilian Friedrich von Königsegg-Rothenfels
Maximilian Friedrich, Reichsgraf von Königsegg-Rot(h)enfels, född 13 maj 1708 i Köln, död 15 april 1784 i Bonn, var en tysk präst och kurfurste.
Från 1761 till 1784 var han ärkebiskop av Köln och därmed även kurfurste i tysk-romerska riket och ärkekansler för dess italienska nation. Han var också furstbiskop av Münster. 
Under hans tid igångsattes betydande reformer i samband med den katolska upplysningstiden. De genomfördes av ministrar som Caspar Anton von Belderbusch i Kurköln, Franz von Fürstenberg från furstbiskopsstiftet Münster och Franz Wilhelm von Spiegel, lantdrots i det till Kurköln hörande hertigdömet Westfalen.